# 細波遷粉蝶
細波遷粉蝶（学名：Catopsilia pyranthe），又名江南粉蝶、梨花遷粉蝶、波紋粉蝶、水青粉蝶、裏波白蝶，为粉蝶科遷粉蝶屬下的一个种，个头中等，分布在东亚、东南亚和澳大利亚部分地区。

## 描述

### 雄性

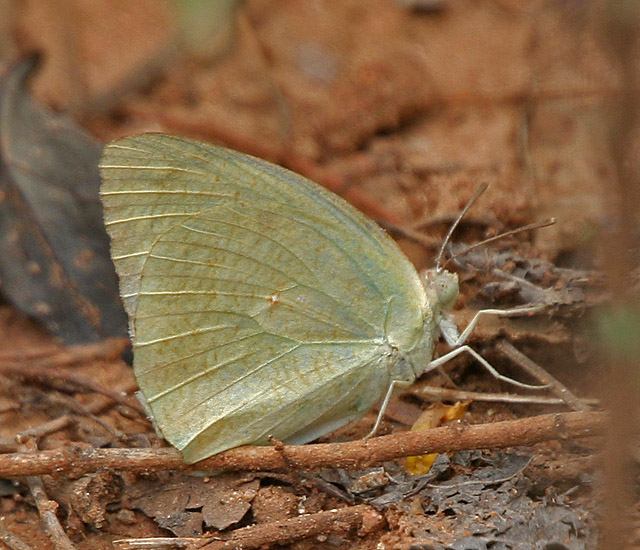
雄性

翅面为类似白垩的白色，有些样本带有绿色。前翅带或者不带一个不规则的黑色圆点，不同个体大小不同。肋脉和末端有时没有黑边。后翅有时颜色一致，但是通常在翅脉顶端有黑色圆点。

## 生长周期
这种蝴蝶将卵产在决明属植物上。
从卵到成蝶历经22到29天，一年可繁殖11-12代。
幼虫长，有点扁平粗糙，呈绿色，有一条白色侧线，上面有相对更显眼的黑线，由细小的黑色闪亮结节组成。总之，非常象黃蝶的大型版本。